# Leonid Melnikov
Pour les articles homonymes, voir Melnikov.
Leonid Gueorguievitch Melnikov (russe : Леонид Георгиевич Мельников) né à Degtiariovka (ouïezd de Mgline, gouvernement de Tchernigov) le 31 mai 1906 et mort à Moscou le 16 avril 1981) était un homme politique soviétique, membre du Parti communiste de l'Union soviétique (PCUS) dans la RSS d'Ukraine et du Kazakhstan, et du Politburo du Parti communiste de l'Union soviétique en tant que titulaire ou suppléant. 

## Biographie

### Promotion due à Staline
Leonid Melnikov, est né dans une famille de petits paysans. Il a commencé à travailler dans une sucrerie à l'âge de quatorze ans.
À sa majorité, il a commencé sa carrière politique et a été de 1924 à 1928 secrétaire d'un comité communautaire, puis d'un comité régional du Komsomol, association de jeunesse communiste. Après avoir rejoint le Parti communiste (bolcheviks) en 1928, il a fait de 1928 à 1930 son service militaire dans l'Armée rouge, puis a été diplômé de l'Institut industriel de Donetsk. Après avoir travaillé comme ingénieur dans une mine de charbon, sa promotion au sein du Parti communiste de l'Union soviétique (PCUS) a commencé en 1937 grâce au soutien de Staline. 

### RSS d'Ukraine et épuration
Il a été premier secrétaire puis deuxième secrétaire du PCUS de l'Oblast de Donetsk avant de devenir organisateur du département de sélection du personnel du Comité central du PCUS.  Entre 1938 et 1954, il fut également membre (député) du Soviet suprême de l'Union soviétique. En octobre 1942, il fut nommé premier secrétaire du PCUS dans la région de l'Oblys de Karaganda en RSS du Kazakhstan, mais en février 1944, il devint premier secrétaire du PCUS dans la région de Donetsk. 
En juillet 1947, il devint secrétaire, puis deuxième secrétaire, enfin en décembre 1949, premier secrétaire du Parti communiste ukrainien. Il était le chef du parti de la plus grande organisation régionale de l'Union soviétique.
À partir de 1951, Melnikov prend comme prétexte le poème de Volodymyr Sossioura « Aimez l'Ukraine », que la Pravda juge trop en-plein de nationalisme ukrainien, s'attaquer à son rival Olexandr Kornitchouk, président de l'association des écrivains d'Ukraine et membre aussi du Présidium de l'URSS, d'avoir laissé publier le poème de Sossioura dans la revue de l'association et d'être donc aussi responsable que le poète. Melnikov fait analyser toutes les activités de Korneitchouk (Kornitchouk, pour les amis). Il lui reproche de mettre le poète ukrainien plus en avant que le poète russe Vladimir Maïakovski et l'accuse de « dissimuler l'influence de la littérature russe sur la littérature ukrainienne ». En 1951, lors de l'assemblée des écrivains ukrainiens, Kornitchouk se désolidarise de ses amis et grâce à des protections du Kremlin échappe à l'épuration que lance Melnikov.  Ce dernier renvoie des centaines de fonctionnaires ukrainiens dans les années 1951 et 1952 au motif de lutter contre le nationalisme ukrainien.
Le congrès du Parti communiste ukrainien se tient à Kiev en septembre 1952 avec les menaces anti-nationalistes de Melnikov. Il va représenter l'Ukraine au XXIe Congrès du PCUS qui a lieu en octobre 1952 ; il est élu membre du Politburo du Comité central, devenu par la suite Præsidium du Soviet suprême. Une très belle carrière d'apparatchik au service du communisme.
Au début de 1953, il contribue à la campagne antisémite en donnant de la visibilité à l'affaire dite des «médecins terroristes» qui aboutit à l'exécution de trois juifs et la révocation de hauts fonctionnaires juifs du service économique.

### Mise à l'écart à la suite de la déstalinisation
La mort de Staline, survenue le 5 mars 1953 est une mauvaise nouvelle pour lui, et le commencement d'une rapide mise à l'écart. Dès le 6 mars, il est rétrogradé de membre titulaire du Présidium du Soviet suprême à membre suppléant, position qu'il devait même perdre trois mois plus tard avant de perdre encore, le 12 juin, sa place de Premier secrétaire du Parti communiste ukrainien où il est remplacé par Alexei Illarionovitch Kiritchenko,. Il lui est reproché son attitude en Ukraine et notamment la pression que Melnikov a employé pour la russification de l'Ukraine en substituant la langue ukrainienne par la langue russe dans les écoles supérieures et en remplaçant des hauts fonctionnaires par des personnes originaires d'autres provinces,.
Par la suite, il fut d'abord ambassadeur en Roumanie entre 1953 et 1955, puis d'avril 1955 à mai 1957, ministre des mines de charbon de l'URSS.  Sur le XX Le Congrès du PCUS, en février 1956, qui a initié la déstalinisation, n’était que le candidat élu du Comité central du PCUS. 
Melnikov fut ensuite transféré à la RSS du Kazakhstan en mai 1957 et y était le premier. Vice-président du Conseil des ministres. De 1958 à 1962, il est de nouveau député au Soviet suprême de l'URSS.  Il a ensuite été vice-président du Conseil des ministres de la RSS du Kazakhstan et président de la Commission de planification de l'État (Gosgortekhnadzor). Il a ensuite été président de la Commission de planification de l'État de 1961 à février 1966. 
De février 1966 à sa mort, Leonid Melnikov préside le Comité d’État pour la surveillance de la sécurité dans l’industrie et les mines du Conseil des ministres de l’URSS. Pendant ce temps, il est à nouveau député du Soviet suprême de l'URSS. 
Leonid Gueorguievitch Melnikov est enterré au cimetière de Novodevitchi à Moscou.